# Michel Lafis
Michel Peter Lafis (* 19. September 1967 in Stockholm) ist ein ehemaliger schwedischer Radrennfahrer und nationaler Meister im Radsport.

## Sportliche Laufbahn
Lafis war Straßenradsportler und Teilnehmer der Olympischen Sommerspiele 1988 in Seoul. Im olympischen Straßenrennen wurde er beim Sieg von Olaf Ludwig 43. Im Mannschaftszeitfahren gewann er gemeinsam mit Björn Johansson, Jan Karlsson und Anders Jarl die Bronzemedaille. Auch 1992 (12.), 1996 (34.) und 2000 (ausgeschieden) bestritt er die olympischen Wettbewerbe im Einzelrennen auf der Straße.
1987 wurde er Vize-Meister im Straßenrennen (hinter Björn Johansson) und im Mannschaftszeitfahren in Schweden. 1988 gewann er das Mannschaftszeitfahren bei den Meisterschaften der Nordischen Länder und wurde nationaler Vize-Meister im Straßenrennen hinter Anders Jarl. 1989 siegte er erneut im Mannschaftszeitfahren bei den Meisterschaften der Nordischen Länder. In der Saison 1990 kam der nationale Titel im Mannschaftszeitfahren dazu, im Einzelrennen wurde er Zweiter hinter Anders Eklundh. 1992 siegte er in der Niederösterreich-Rundfahrt. Auch in der Schweden-Rundfahrt konnte er einen Tageserfolg verbuchen. Er startete für das Team PKbankens CK.
1993 wurde er Berufsfahrer im italienischen Radsportteam Amore & Vita und blieb bis 2000 aktiv. In der Schweden-Rundfahrt 1994 belegte er hinter Erik Dekker den zweiten Rang, wobei er eine Etappe gewann. Auch 1995 gelang ihm ein Tageserfolg in der heimischen Rundfahrt, ebenso wie im Grand Prix Guillaume Tell. 1997 gewann die nationale Meisterschaft im Straßenrennen. 1994, 1996, 1997 und 2000 gewann er mit dem Solleröloppet eines der traditionsreichsten schwedischen Eintagesrennen.
Er startete in allen drei Grand Tours. In der Tour de France wurde er 2000 78. Im Giro d’Italia war der 23. Platz 1995 sein bestes Resultat bei vier Starts. Die Vuelta a España fuhr er ebenfalls viermal, 1999 wurde er 23.

## Berufliches
Lafis absolvierte eine Ausbildung zum Bankkaufmann. Er war nach seiner aktiven Laufbahn als Sportlicher Leiter in verschiedenen Radsportteams tätig, so bei Unibet.com und Collstrop.